# Маркес, Ронни
Ро́нни Ма́рки Са́лис да Си́лва (порт.-браз. Ronny Marki Sales da Silva; род. 21 апреля 1988, Натал), более известный как Ро́нни Ма́ркес (порт.-браз. Ronny Markes) — бразильский боец смешанного стиля, представитель средней, полутяжёлой и тяжёлой весовых категорий. Выступает на профессиональном уровне начиная с 2007 года, известен по участию в турнирах бойцовских организаций UFC, WSOF, KOTC, M-1 Global и др. Владел титулом чемпиона KOTC в супертяжёлом весе.

## Биография
Ронни Маркес родился 21 апреля 1988 года в городе Натал штата Риу-Гранди-ду-Норти. Серьёзно занимался бразильским джиу-джитсу, удостоившись в этой дисциплине чёрного пояса.

### Начало профессиональной карьеры
Дебютировал в смешанных единоборствах на профессиональном уровне в январе 2007 года на турнире в Испании, выиграв у своего соперника техническим нокаутом во втором раунде. Затем дрался преимущественно в небольших промоушенах Бразилии, один раз выехал на турнир в Нидерланды. Практически из всех поединков выходил победителем, единственное в этот период поражение потерпел в октябре 2010 года — в конце первого раунда поединка с Паулу Родригесом попался на рычаг локтя и вынужден был сдаться. В апреле 2011 года отметился победой над достаточно известным бойцом Паулу Филью.

### Ultimate Fighting Championship
Имея в послужном списке 11 побед и лишь одно поражение, Маркес привлёк к себе внимание крупнейшей бойцовской организации мира Ultimate Fighting Championship и подписал с ней контракт — вышел на замену вместо травмировавшегося Стефана Боннара на бой против Карлоса Вемолы и выиграл единогласным решением судей.
Ради дальнейшей карьеры в UFC Маркес спустился в среднюю весовую категорию и раздельным решением выиграл у Аарона Симпсона.
В 2013 году выиграл по очкам у Эндрю Крейга, но затем был нокаутирован Йоэлем Ромеро. Также планировался бой с Дереком Брансоном, однако буквально в день взвешивания Маркес стал участником дорожно-транспортного происшествия — хотя он и не получил серьёзных травм, этот инцидент всё же помешал ему выступить на турнире.
Следующим его соперником стал соотечественник Тиагу Сантус, Маркес не смог уложиться в рамки средней весовой категории, а в бою проиграл техническим нокаутом уже на 53 секунде первого раунда. На этом поражении его сотрудничество с организацией подошло к концу.

### Дальнейшая карьера
В мае 2014 года стало известно, что Маркес присоединился к американской организации World Series of Fighting, где планирует выступать в полутяжёлом дивизионе. Изначально ему в соперники дали Келвина Тиллера, но впоследствии того поставили на другой бой, а Маркесу достался новичок организации Калли Баттерфилд, которого он благополучно победил единогласным решением.
В 2015 году у него была возможность встретиться в WSOF с Тиагу Силвой и Дэвидом Бранчем, но по разным причинам эти бои так и не состоялись.
В феврале 2017 года завоевал титул чемпиона King of the Cage в супертяжёлой весовой категории. Также провёл один бой в России на турнире организации M-1 Global, где в первом же раунде был побеждён россиянином Виктором Немковым.

## Статистика в профессиональном ММА
| Боёв 32  | Побед 22 | Поражений 10 |
| -------- | -------- | ------------ |
| Нокаутом | 9        | 5            |
| Сдачей   | 6        | 3            |
| Решением | 7        | 2            |

| Результат | Рекорд | Соперник                   | Способ                     | Турнир                                     | Дата            | Раунд | Время | Место                         | Примечание                                              |
| --------- | ------ | -------------------------- | -------------------------- | ------------------------------------------ | --------------- | ----- | ----- | ----------------------------- | ------------------------------------------------------- |
| Поражение | 22-10  | Шимон Байор                | Решением (единогласным)    | PFL 8: сезон 2022                          | 13 августа 2022 | 3     | 5:00  | Кардифф, Уэльс                |                                                         |
| Победа    | 22-9   | Реджи Пена                 | TKO (травма колена)        | Eagle FC 47                                | 20 мая 2022     | 2     | 1:21  | Майами, США                   |                                                         |
| Победа    | 21-9   | Родриго Фреитас            | Сабмишном (кимура)         | Shooto Brazil 110                          | 18 декабря 2021 | 1     | 0:00  | Рио-де-Жанейро, Бразилия      |                                                         |
| Победа    | 20-9   | Victor Jones               | KO                         | Premier FC 32                              | 19 ноября 2021  | 1     | 0:00  | Спрингфилд (Массачусетс), США |                                                         |
| Поражение | 19-9   | Саид Соума                 | KO (удары руками)          | Bellator 262                               | 16 июля 2021    | 1     | 1:09  | Анкасвилл, США                |                                                         |
| Поражение | 19-8   | Линтон Васселл             | TKO (удары руками)         | Bellator 254                               | 10 декабря 2020 | 2     | 3:37  | Анкасвилл, США                |                                                         |
| Победа    | 19-7   | Сиги Песалели              | TKO (удары руками)         | PFL 3: сезон 2019                          | 6 июня 2019     | 2     | 3:44  | Юниондейл, США                |                                                         |
| Поражение | 18-7   | Брэндон Холси              | Единогласное решение       | PFL 9                                      | 13 октября 2018 | 2     | 5:00  | Лонг-Бич, США                 | Резервный бой плей-офф PFL в полутяжёлом весе.          |
| Поражение | 18-6   | Шон О’Коннелл              | TKO (удары руками)         | PFL 2                                      | 21 июня 2018    | 2     | 0:41  | Чикаго, США                   |                                                         |
| Победа    | 18-5   | Дилан Поттер               | Сдача (треугольник руками) | KOTC: Fractured                            | 5 августа 2017  | 1     | 2:29  | Линкольн-Сити, США            |                                                         |
| Победа    | 17-5   | Смеалинью Рама             | Единогласное решение       | PFL 36: Fitch vs. Foster                   | 30 июня 2017    | 3     | 5:00  | Дейтона-Бич, США              |                                                         |
| Поражение | 16-5   | Виктор Немков              | Сдача (гильотина)          | M-1 Challenge 77: Nemkov vs. Markes        | 19 мая 2017     | 1     | N/A   | Сочи, Россия                  | Вернулся в полутяжёлый вес.                             |
| Победа    | 16-4   | Тони Лопес                 | Сдача (треугольник руками) | KOTC: Heavy Trauma                         | 4 февраля 2017  | 1     | 3:03  | Линкольн-Сити, США            | Выиграл титул чемпиона KOTC в супертяжёлом весе.        |
| Поражение | 15-4   | Кассиу Барбоса ди Оливейра | Сдача (скручивание пятки)  | Shooto: Brazil 61                          | 13 февраля 2016 | 1     | 1:47  | Рио-де-Жанейро, Бразилия      |                                                         |
| Победа    | 15-3   | Калли Баттерфилд           | Единогласное решение       | WSOF 12                                    | 9 августа 2014  | 3     | 5:00  | Лас-Вегас, США                | Вернулся в полутяжёлый вес.                             |
| Поражение | 14-3   | Тиагу Сантус               | TKO (удары)                | UFC Fight Night: Shogun vs. Henderson 2    | 23 марта 2014   | 1     | 0:53  | Натал, Бразилия               | Бой в промежуточном весе 86,2 кг; Маркес не сделал вес. |
| Поражение | 14-2   | Йоэль Ромеро               | KO (удары руками)          | UFC: Fight for the Troops 3                | 6 ноября 2013   | 3     | 1:39  | Форт-Кемпбелл, США            |                                                         |
| Победа    | 14-1   | Эндрю Крейг                | Единогласное решение       | UFC on FX: Belfort vs. Bisping             | 19 января 2013  | 3     | 5:00  | Сан-Паулу, Бразилия           |                                                         |
| Победа    | 13-1   | Аарон Симпсон              | Раздельное решение         | UFC on Fuel TV: Sanchez vs. Ellenberger    | 15 февраля 2012 | 3     | 5:00  | Омаха, США                    | Дебют в среднем весе.                                   |
| Победа    | 12-1   | Карлос Вемола              | Единогласное решение       | UFC Live: Hardy vs. Lytle                  | 14 августа 2011 | 3     | 5:00  | Милуоки, США                  |                                                         |
| Победа    | 11-1   | Паулу Филью                | Единогласное решение       | International Fighter Championship         | 29 апреля 2011  | 3     | 5:00  | Ресифи, Бразилия              |                                                         |
| Победа    | 10-1   | Диогу Осама                | TKO (удары руками)         | Shooto: Brazil 22                          | 1 апреля 2011   | 1     | 0:45  | Бразилиа, Бразилия            |                                                         |
| Победа    | 9-1    | Вендрис Карлус да Силва    | Сдача (удары руками)       | Gouveia Fight Championship 2               | 21 января 2011  | 3     | 4:57  | Натал, Бразилия               |                                                         |
| Победа    | 8-1    | Фернанду Силва             | TKO (удары руками)         | Brazil Fight 3: Minas Gerais vs. São Paulo | 27 ноября 2010  | 1     | 3:08  | Белу-Оризонти, Бразилия       |                                                         |
| Поражение | 7-1    | Паулу Родригес             | Сдача (рычаг локтя)        | Iron Man Championship 7                    | 7 октября 2010  | 1     | 4:43  | Белен, Бразилия               |                                                         |
| Победа    | 7-0    | Фернанду Алмейда           | TKO (удары руками)         | Amazon Show Combat                         | 9 сентября 2010 | 1     | N/A   | Манаус, Бразилия              |                                                         |
| Победа    | 6-0    | Вандерлан Вила Крузейру    | TKO (удары руками)         | Shooto: Brazil 16                          | 12 июня 2010    | 1     | N/A   | Рио-де-Жанейро, Бразилия      |                                                         |
| Победа    | 5-0    | Роки Оливер                | Сдача (треугольник руками) | Platinum Fight Brazil 2                    | 5 декабря 2009  | 1     | 2:42  | Рио-де-Жанейро, Бразилия      |                                                         |
| Победа    | 4-0    | Шарлис Андради             | Сдача (кимура)             | Natal Fight Championship 2                 | 12 ноября 2009  | 1     | 3:56  | Натал, Бразилия               |                                                         |
| Победа    | 3-0    | Михаэль Кнап               | Единогласное решение       | BG: Top Team                               | 25 октября 2009 | 3     | 5:00  | Бевервейк, Нидерланды         |                                                         |
| Победа    | 2-0    | Жуниор Фофинью             | Сдача (треугольник руками) | Platinum Fight Brazil                      | 13 августа 2009 | 1     | 0:28  | Натал, Бразилия               |                                                         |
| Победа    | 1-0    | Энрико Ваккаро             | TKO (удары руками)         | KO: Arena 6                                | 27 января 2007  | 2     | 1:05  | Испания                       |                                                         |